# Ajuntament de Palafrugell
La Casa de la Vila de Palafrugell és l'administració de primer nivell que governa el municipi de Palafrugell i que representa els palafrugellencs. L'edifici, antic Casal Bech de Careda, és d'estil noucentista protegit com a bé cultural d'interès local.
El fons documental que genera aquesta institució es conserva a l'Arxiu Municipal de Palafrugell

## Edifici

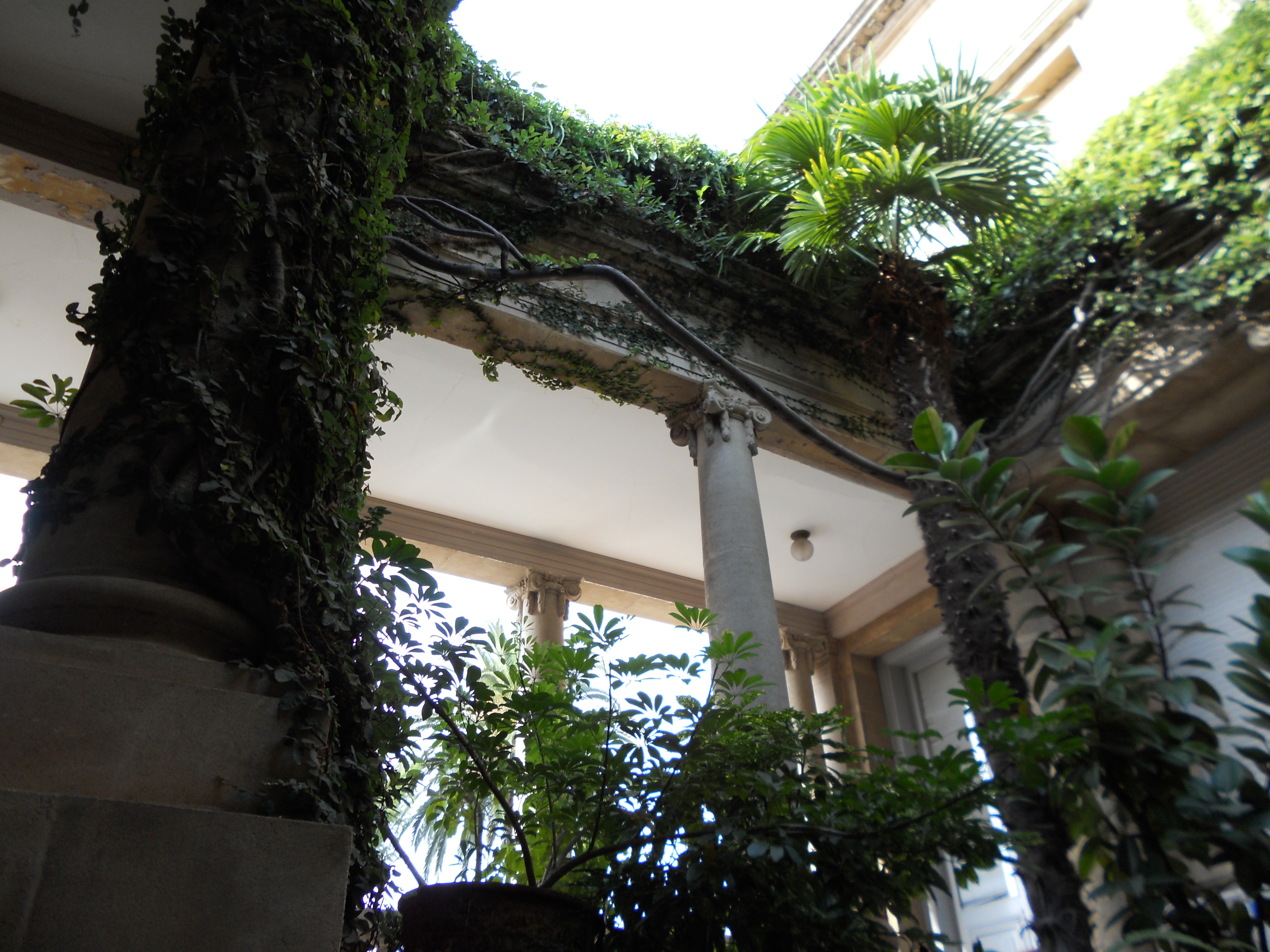
Detall de les columnes i el jardí del pati interior

És un edifici de grans dimensions que ocupa tota una illa i que en l'actualitat es troba molt modificat per la seva adaptació com a ajuntament. L'accés es fa pel carrer Cervantes, on una escala que envolta a un petit pati condueix als pisos superiors. La façana que dona a la plaça és d'estructura simètrica i consta d'un cos central i dos laterals més baixos i en forma de galeria. El central consta de planta baixa, dos pisos i torratxa. La planta principal i el pis tenen tres cossos corbs que sobresurten de la línia de façana; al segon pis, el parament es troba en un pla més retirat i només hi sobresurt la part central corba. L'edifici és coronat per un terrat amb una construcció cúbica centrada amb petit terrat superior. El conjunt presenta elements d'inspiració clàssica, i és remarcable l'ús decoratiu dels elements del vocabulari històric (capitells, garlandes, balustres ...) a l'angle dels carrers Cervantes i Progrés hi ha un templet de planta circular amb volta de maó de pla.

## Història
El casal Bech de Careda va ser bastit en els anys vint, en estil noucentista. Els Bech de Careda eren un llinatge de surers d'Agullana, que tenien estreta relació amb Palafrugell. El casal estigué, a la post-guerra, deshabitat durant molts anys. Tenia un ampli jardí a manera de parc, ara ocupat per l'avinguda Pla i el jardí públic i els edificis que s'hi han construït.
L'antiga casa Bech va passar a ser de propietat municipal l'any 1962, després de la permuta acordada per l'ajuntament de Palafrugell d'aquesta finca, propietat dels senyors Agramunt i Sala, per la de propietat municipal coneguda com a Horta d'en Carles. En l'actualitat l'edifici hostatja les dependències de l'Ajuntament i l'Oficina d'Atenció al Ciutadà, en els baixos.
Àngela Clos Batlle (Cantallops, 1897 – Veneçuela, 1988) fou la primera regidora de l'Ajuntament de Palafrugell. Es va incorporar com a tal a la sessió del 17 d'octubre de 1936, presidida per l'alcalde Ramir Deulofeu. Era una de les persones designades en representació de la Federación Local de Sindicatos de Industrias (CNT).